# パレスチナ解放機構
パレスチナ解放機構（パレスチナかいほうきこう、アラビア語: منظمة التحرير الفلسطينية 、ラテン文字転写:Munaẓẓamat at-Taḥrīr al-Filasṭīniyyah、英: Palestine Liberation Organization (PLO) ）は、イスラエル支配下にあるパレスチナを解放することを目的とした諸機構の統合機関。
国連においてパレスチナ人の唯一の代表機関として認められている。

## 理念
主な主張としては、パレスチナ人の民族自決権や離散パレスチナ人の帰還権である。また、政治路線としては、結成当初の規約では入植者ではないユダヤ人のみパレスチナの一市民と認め、武装闘争によりイスラエルを敵視してパレスチナを解放することをうたっていた。だが、ヤーセル・アラファートが第3代議長になってからはイスラエルとの徹底抗戦姿勢を退け、第三次中東戦争でのイスラエルの占領地の返還および、イスラム教徒、キリスト教徒、ユダヤ教徒が共存する民主的世俗的なパレスチナ国家を独立させること（パレスチナの独立宣言）を目標とし、憲章にあるイスラエル敵視条項の修正にも動いた。

## 歴史

### 創設とアラファートの加入
1964年1月にエジプトでアラブ連盟が開催した第一回アラブ首脳会議で設立され、イスラエル建国で難民となったパレスチナ人の対イスラエル闘争の統合組織となり、反イスラエルの中心勢力となった。1967年の第三次中東戦争がアラブ諸国側の敗北に終わると、ヨルダンで反イスラエル闘争を行って越境攻撃を撃退するなどの大きな戦果をあげてパレスチナ人の間に名声を集めていたファタハが影響力を高めた。1969年2月、エジプトのナセル大統領はファタハの指導者であるヤーセル・アラファートにパレスチナ問題の全権を委任して第三次中東戦争でイスラエルに奪われたヨルダン川西岸とガザ地区で構成された独立国家を目指すことを助言し、アラファートはPLOの第3代議長に就任してファタハを中心に機構を再整備し、実質上のパレスチナ亡命政府となった。

### 解放闘争
拠点は初めヨルダンのアンマンにあったが、ファタハがたびたびイスラエルに対する越境攻撃を行い、ヨルダン領内へのイスラエル国防軍の反撃・侵攻を招いたことなどから、PFLP旅客機同時ハイジャック事件をきっかけに始まった1970年のヨルダン内戦（ブラック・セプテンバー）により、ヨルダンを追われ、活動の拠点をレバノンのベイルートに移した。
1973年の第四次中東戦争を契機とするアラブ諸国とイスラム諸国の結束の機運に乗じて、1974年のモロッコのラバトで開かれたアラブ連盟首脳会議で満場一致でPLOは「パレスチナ唯一の代表」となり、同年にはパキスタンのラホールのイスラム諸国会議機構首脳会議でアラファート議長は演説して全会一致の支持を受け、さらに国際連合総会オブザーバー資格を手に入れて国連本部でも演説を行い、パレスチナを公的・国際的に代表する機関として国際的な認知も得るに至る。しかし、1982年のレバノン内戦でレバノンにイスラエルが侵攻してきたため、レバノンを追われて本部を再びベイルートからチュニジアのチュニスに移さなくてはならなかった。
1987年末から巻き起こったインティファーダでは、海外からパレスチナのイスラエル占領地内の蜂起指導者たちと連絡を取り合って支援する一方、1988年11月には、「シオニスト国家打倒によるパレスチナ解放」から「イスラエルと共存するヨルダン川西岸地区およびガザ地区でのパレスチナ国家建設」へと方向転換を行い、議決機関のパレスチナ国民評議会でパレスチナの独立宣言を採択した。

### 湾岸戦争
1990年のイラクのクウェート侵攻に始まる湾岸戦争では、イラクのサッダーム・フセインがPLOの支持を打ち出し（イラクが侵略者なら、イスラエルも侵略者であり、イスラエルに肩入れするアメリカ合衆国のやり方はダブルスタンダードだと主張したことによる）、PLOの側もイラクに近い動きを見せたため、国際的にイラク寄りとみなされて孤立。イラクと対立するペルシア湾岸諸国からの援助を打ち切られて財政的にも苦境に陥った。

### オスロ合意
1991年にはスペインのマドリードで中東和平会議に出席するが和平交渉に行き詰まった。しかし、この頃からノルウェーの仲立ちでオスロにおいてイスラエル政府と秘密交渉を行い、1993年にイスラエル政府とPLOの相互承認とガザ地区・西岸地区におけるパレスチナ人の暫定自治を定めたオスロ合意にこぎつけた。
オスロ合意の結果、PLOは武装闘争路線の放棄を約束し、イスラエルとの間にパレスチナ暫定自治協定を締結。アラファート議長はイスラエルのイツハク・ラビン首相とともにノーベル平和賞を受賞した。暫定自治のためのパレスチナ自治政府はPLOを基盤に設立され、その元首（大統領）にはPLOのアラファート議長が就任する。
しかし、1995年、ラビン首相が暗殺され、アメリカを仲介にイスラエルのバラク首相とオスロ合意で定められた包括的解決に向けた和平交渉を進めるが、進展しなかった。パレスチナ内部では、「和平粉砕」を掲げるハマースが1993年から自爆テロを開始し、主に難民や貧困層での支持を広げた。

### 第2次インティファーダ
2000年に、当時のイスラエル国防相アリエル・シャロンのエルサレム訪問に反発する暴動からパレスチナ全土でのアル＝アクサー・インティファーダに発展する。この二度目のインティファーダで主流を演じたのはPLOではなく、イスラム主義系の組織ハマースであり、アラファトらPLO主導部を「官僚化し腐敗した」と批判するファタハ内の「（80年代）インティファーダ世代」と言われる若手グループ（主に「アル＝アクサー殉教団」）だった。イスラエルはこの第二次インティファーダに対して全面的な軍事鎮圧に乗り出し、やがて全面戦争に発展していく過程で、ハマースと「アル＝アクサー殉教団」は、競うように自爆テロ戦術を激化させていく。

### アラファートからアッバースへ
2004年、アラファト議長の死去後、マフムード・アッバースがPLOとパレスチナ自治政府を率いている。
2025年4月、アッバースは、側近のフセイン・シェイフ（PLO事務局長）を、新設したPLO副議長に指名した。事実上の後継と見なされている。

## 組織
その基盤としては、最高議決機関のパレスチナ民族評議会（PNC）があり、議会に相当する機能を果たす。また、PNC開催が困難なときこれに代わるものとして、ミニPNCともいうべきパレスチナ中央評議会（PCC）がおかれる。憲法に相当するものとしては、パレスチナ国民憲章を定めている。
政治事項の執行を担当するのは執行委員会で、PLOの最高指導者である議長を中心として内閣に相当する機構をなす。その下部には各省庁にあたるものとして政治局、国際局、交渉局があり、さらにファタハ加入後の武装闘争路線を支えるため、正規軍にあたるパレスチナ解放軍が設立された（正し、パレスチナ解放軍がPLOの指揮下に入ったことは一度も無く、事実上シリアの統制下にあリ、実態はアサド政権の傭兵に近い）。
パレスチナ暫定自治政府の結成後、パレスチナ解放軍は自治政府に移管され、自治区の治安を担うパレスチナ国家警備隊となった。PLO自体は存続し、その後もイスラエルとパレスチナの間の唯一の正式の窓口として重要な役割を占めたが、自治区の施政上の機能は自治政府に奪われ、次第に存在感を薄れさせている。

### 参加組織
現在参加
- ファタハ（最大派閥）
- パレスチナ解放民主戦線（DFLP）
- パレスチナ人民党（PPP）
- パレスチナ解放戦線（PLF）
- パレスチナ民主連合
- パレスチナ人民闘争戦線（PPSF）
- パレスチナ解放人民戦線（PFLP、反主流派最大派閥）
- アラブ解放戦線（ALF）
- サーイカ
- パレスチナ・アラブ戦線

脱退
- パレスチナ解放人民戦線総司令部（PFLP-GC）
- ファタハ革命評議会（FRC）

### 執行委員会議長一覧
| 代 | 画像 | 議長                   | アラビア語   | 就任日         | 退任日         |
| -- | ---- | ---------------------- | ------------ | -------------- | -------------- |
| 1  |      | アフマド・シュケイリ   | أحمد الشقيري | 1964年6月2日   | 1967年12月24日 |
| 2  |      | ヤヒア・ハマウダ       | يحيى حمودة   | 1967年12月24日 | 1969年2月4日   |
| 3  |      | ヤーセル・アラファート | ياسر عرفات   | 1969年2月4日   | 2004年11月11日 |
| 4  |      | マフムード・アッバース | محمود عباس   | 2004年11月11日 | （現職）       |